# Rani Srani
Rani Srani je fiktivní indická herečka, svého času internetový mem rychle se šířící díky své libozvučnosti a defekačním konotacím v češtině. Díky fonetické hindské autentičnosti nemusí být zjevné, že jde o smyšlené jméno a mnozí, i novináři, tak naletěli.
Slovo राणी (Rāṇī) se ale skutečně vyskytuje v maráthštině a znamená královna.
Facebookový podvržený účet Rani Srani (mezitím zrušený a znovuzaložený, s odlišným obsahem) ve skutečnosti obsahoval starší fotografie skutečné herečky Poonam Bajwa z jejího facebookového profilu.